# Sam Totman
Sam Totman est un guitariste néo-zélandais, qui joue dans le groupe de power metal DragonForce.

## Biographie
Sam Totman est né en Angleterre le 26 avril 1974, mais a déménagé en Nouvelle-Zélande très jeune.
Il commence à prendre des cours de guitare classique à l'âge de neuf ans. Il a fait partie de trois groupes de styles très différents avant de rejoindre DragonForce notamment le groupe de black metal Demoniac
Il a composé la plupart des paroles ainsi que la musique de DragonForce, dont Through the Fire and Flames, en 2006.

## Équipement
Sam utilise principalement des guitares Ibanez Iceman, il possède près de tous les modèles de la série et il possède même son modèle de signature, la Ibanez STM1. Pendant les débuts de DragonForce il utilisait une Jackson V Custom. Il utilise des amplis Marshall et Laney, des médiators Dunlop, des effets et des processeurs Digitech et Rocktron.